# Chase Jackson
Chase Jackson, z d. Ealey (ur. 20 lipca 1994 w Springfield w stanie Illinois) – amerykańska lekkoatletka specjalizująca się w pchnięciu kulą.
Brązowa medalistka panamerykańskich mistrzostw juniorów w 2013 roku. Uczestniczka mistrzostw świata w 2019. W 2022 srebrna medalistka halowych mistrzostw świata i złota w światowym czempionacie na otwartym stadionie, natomiast rok później obroniła tytuł w Budapeszcie. W 2024 zdobyła drugi w karierze medal halowego czempionatu globu w Glasgow, natomiast rok później w Nankinie wywalczyła brąz halowych mistrzostw świata.
Medalistka mistrzostw USA oraz mistrzostw NCAA.
Rekordy życiowe: stadion – 20,95 (28 czerwca 2025, Rathdrum); hala – 20,24 (16 lutego 2025, Toruń). Obydwa rezultaty Jackson są aktualnymi rekordami Stanów Zjednoczonych.

## Osiągnięcia
| Rok  | Impreza                              | Miejsce   | Pozycja           | Wynik |
| ---- | ------------------------------------ | --------- | ----------------- | ----- |
| 2013 | Mistrzostwa panamerykańskie juniorów | Medellín  | 3. miejsce        | 14,88 |
| 2019 | Mecz Europa – USA                    | Mińsk     | 4. miejsce        | 18,83 |
| 2019 | Mistrzostwa świata                   | Doha      | 7. miejsce        | 18,82 |
| 2022 | Halowe mistrzostwa świata            | Belgrad   | 2. miejsce        | 20,21 |
| 2022 | Mistrzostwa świata                   | Eugene    | 1. miejsce        | 20,49 |
| 2023 | Mistrzostwa świata                   | Budapeszt | 1. miejsce        | 20,43 |
| 2024 | Halowe mistrzostwa świata            | Glasgow   | 3. miejsce        | 19,67 |
| 2024 | Igrzyska olimpijskie                 | Paryż     | el. – 17. miejsce | 17,60 |
| 2025 | Halowe mistrzostwa świata            | Nankin    | 3. miejsce        | 20,06 |